# Новый музей (Веймар)
Новый музей в Веймаре (нем. Neues Museum Weimar) — художественный музей в городе Веймар (земля Тюрингия), открытый в июне 1869 года; строительство первого неоренессансного здания «музея великого герцога» (Großherzogliches Museum) по проекту пражского архитектора Йосефа Зитека началось в 1864 году; в 1920 году музей был переименован в «Landesmuseum»; в 1937 году здание стало частью ансамбля «Gauforum Weimar»; сегодня специализируется на современном искусстве.

## История и описание

### Строительство
Первое специализированное музейное здание в Тюрингии было построено для Музея великого герцога (Großherzogliches Museum) в период между 1864 и 1869 годами — оно возводилось по проекту пражского архитектора Йозефа Зитека и, поскольку это было общественное здание, его постройка находилась под наблюдением директора по строительству Карла Генриха Фердинанда Штрейхана (1814—1884). Непосредственное управление строительством Штрейхан осуществлял совместно с Карлом Мартином фон Штегманном, являвшимся специалистом по архитектуре неоренессанса. Музей был торжественно открыт 27 июня 1869 года и пресса «не пожалела похвал» архитектурному строению с «великолепной структурой, редкой чистотой стиля и красотой формы». Своим первым произведением Зитек «установил новые архитектурные стандарты не только в небольшом городе Веймар… но и завоевал себе место как на немецкой, так и на международной архитектурной сцене».
Музейное здание на нынешней площади Ратенауплатц стоит в самом начале улицы Карл-Август-Аллее, которая ведёт к железнодорожному вокзалу Веймара. Первоначально в нём разместился региональный музей княжества Саксен-Веймар-Эйзенах «Landesmuseum des Großherzogtums Sachsen-Weimar-Eisenach» — а позднее в нем стали экспонировать и работы веймарских художников XIX века. 2 марта 1903 года граф Гарри Кесслер стал руководителем Веймарского музея, который после Ноябрьской революции был переименован в просто «Landesmuseum». Уже после прихода к власти в Германии национал-социалистов, в 1937 году, он был включен в архитектурный ансамбль «Gauforum Weimar».

### Восстановление
Во время Второй мировой войны — во время воздушных налетов на Веймар в марте 1945 года (см. Luftangriffe auf Weimar) — авиабомбы повредили крышу здания, но оно было отремонтировано уже для первой Тюрингской художественной выставки (1. Thüringer Kunstausstellung), проходившей в 1946 году. Но после этого элементы здания стали разбирать для других строений города: так в 1948 году его система отопления была передана восстановленному Немецкому национальному театру (DNT). В итоге, в эпоху ГДР, здание превратилось в (послевоенные) руины — и появились проекты по его сносу. Однако, ещё до второго объединения Германии заинтересованные жители города начали выдвигать многочисленные требования о реконструкции музея — и в 1988 году началось его восстановление. Для реконструкции активно использовались старые стройматериалы, не потерявшие своей прочности — активная фаза восстановления продолжалась в период между 1996 и 1998 годами.
В 1999 году в здании был открыт «Новый музей» (Neues Museum); архивист и историк Фолькер Валь (Volker Wahl, род. 1943) выступил за повторное присвоение ему названия «Landesmuseum», но пока не получил достаточной поддержки. С 2004 года в здании проходят специальные (тематические) выставки — сегодня музей специализируется на современном искусстве. В частности, в его стенах неоднократно проходили показы работ звукового художника Alva Noto (Карстена Николая).
Среди наиболее интересных элементов старого интерьера есть и картины Фридриха Преллера Старшего (1804—1878), с мотивами из гомеровских эпосов; на лестнице находится монументальная скульптура «Гёте и Психея» (Goethe und Psyche), созданная Карлом Штайнхойзером в 1851 году по наброску Беттины фон Арним. У входа в музей стоит бронзовая скульптура высотой 2,5 м «Великий дух № 4» (Großer Geist Nr. 4), созданная в 2004 году художником из Дюссельдорфа Томасом Шютте.